# Dorfkirche Frankendorf (Thüringen)

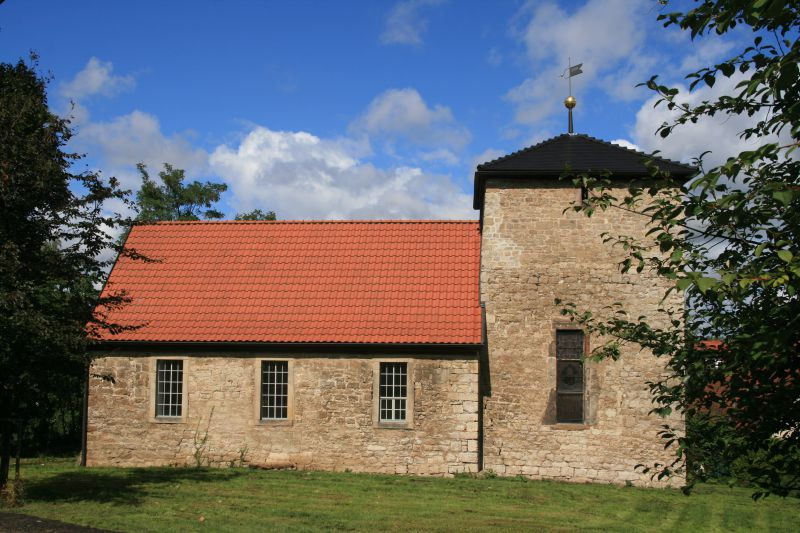
Dorfkirche Frankendorf

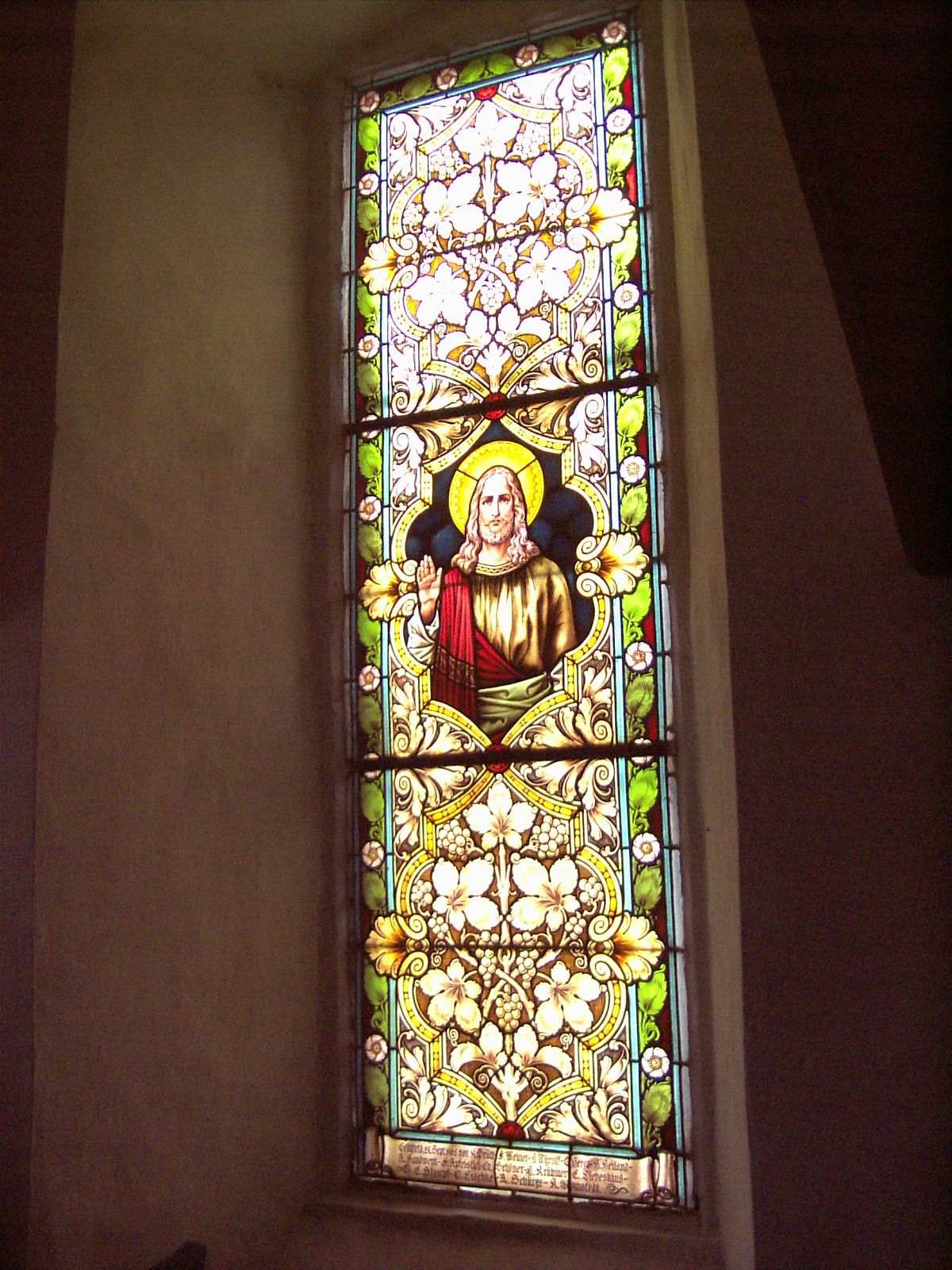
Fenster

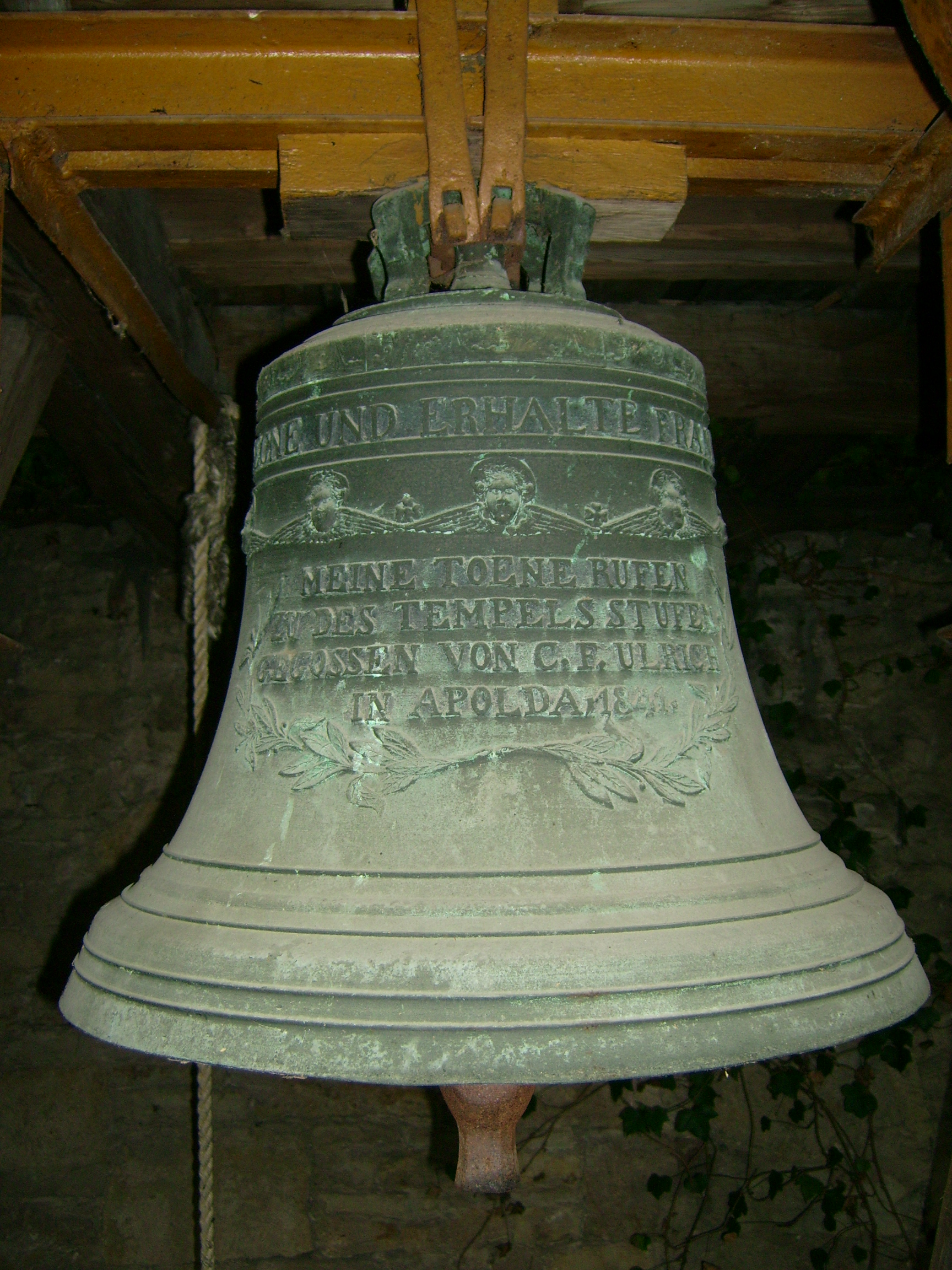
Ulrich-Glocke

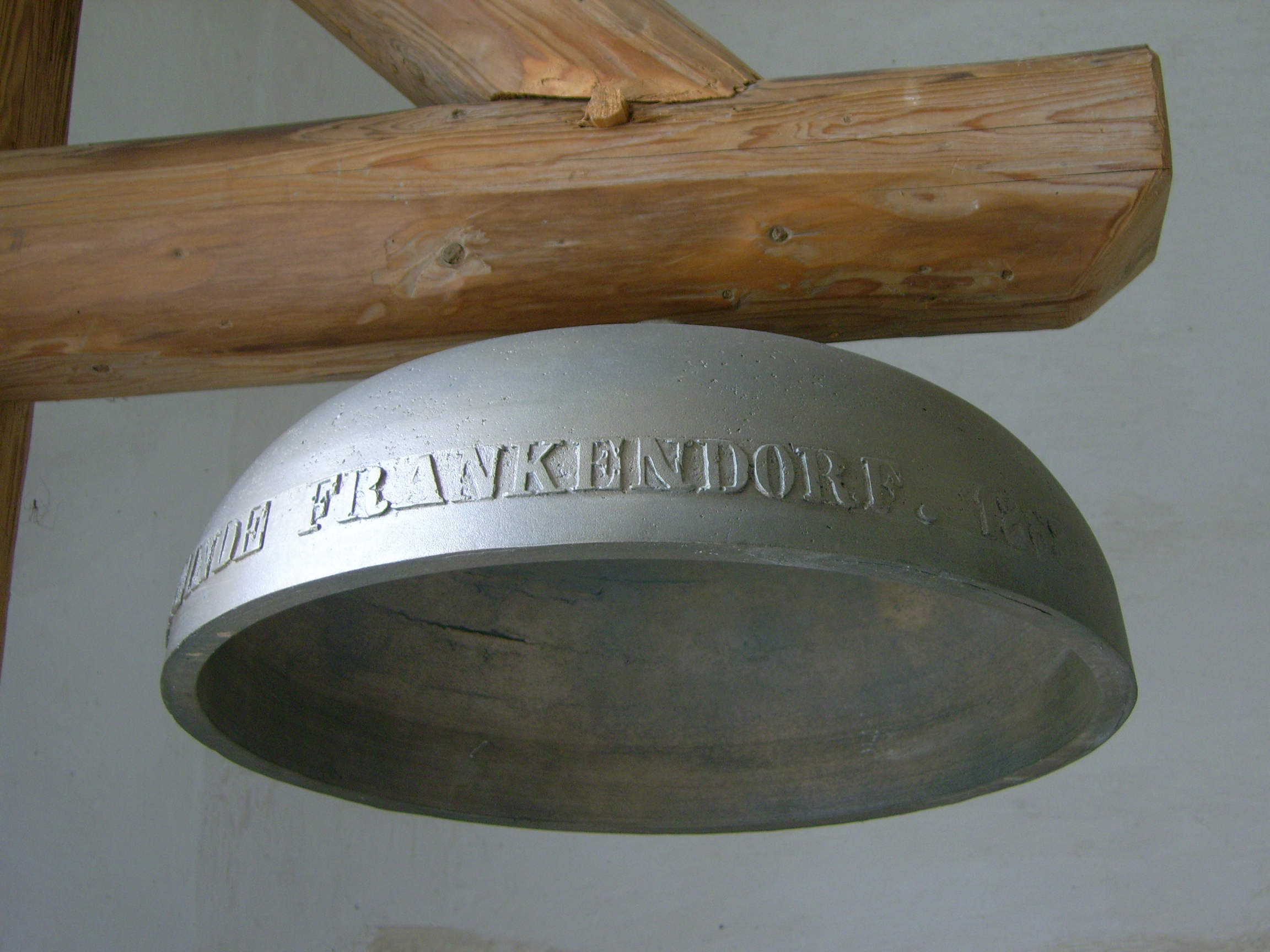
Bronzeschale

Die Dorfkirche Frankendorf ist das Kirchengebäude des Ortes Frankendorf im Landkreises Weimarer Land. Die Kirche gehört zum evangelischen Pfarrbereich Apolda III und ist Teil des Kirchenkreises Apolda-Buttstädt in der Evangelischen Kirche in Mitteldeutschland (EKM).

## Geschichte
Die Kirchgemeinde Frankendorf ist mit 37 Gemeindegliedern der kleinste Sprengel des Kirchspiels.
Die Kirche wurde an Stelle einer 1259 dem Kloster Kapellendorf zugeschlagenen Kapelle errichtet. Der jetzige Bau ist auf das Jahr 1813 datiert, wie die Jahreszahl auf der Westtür dokumentiert. Die Holzdecke im Langhaus ist flach. Es wurden rechteckige Türen und Fenster eingelassen. Der Turm verfügte über ein achteckiges, beschiefertes Geschoss mit Schweifkuppel.
Aus statischen Gründen musste die Frankendorfer Kirche in der Vergangenheit zurückgebaut werden. Sowohl Turm als auch Kirchenschiff büßten an Höhe ein. Der Gottesdienstraum befindet sich jetzt nicht mehr im Kirchenschiff, sondern im Fuß des Turmes. Er ist beheizbar, so dass auch im Winter die Gottesdienste in der Kirche stattfinden können. Berater bei der Restaurierung war Horst Jährling.

## Ausstattung
Neben Kerzenhaltern, Taufgeräten, Kelch und Patene gehört der Klingelbeutel aus dem Jahr 1878 zu den originellsten Kunstgütern der Kirchgemeinde.
Bereits 1433 wurde eine Bronzeglocke verzeichnet. Sie schmolz beim Kirchenbrand am 23./24. Mai 1802, dem auch die 1728 gegossene Bronzeglocke von Johann Christoph Rose (Apolda) und die 1676 von Hans Heinrich Rausch (Erfurt) gegossene Glocke zum Opfer fielen. 1841 goss Carl Friedrich Ulrich (Apolda) eine neue Glocke mit einem unteren Randdurchmesser von 570 mm und einem Gewicht von 1 3⁄4 Zentner mit dem Nominal: fis2. Auf der Schulter ist zu lesen: /GOTT SEGNE UND ERHALTE FRANKENDORF/. Es folgt ein Fries aus kleinen Engelsköpfen. Auf der Flanke ist vermerkt: /MEINE TOENE RUFEN//ZU DES TEMPELS STUFEN//GEGOSSEN VON C. F. ULRICH//IN APOLDA 1841/.
Im Kirchenvorraum befindet sich heute die 1868 gegossene unbezeichnete Bronzeschale mit den Worten: /GEMEINDE FRANKENDORF.1868/.
Bereits 1729 ist ein Positiv mit einem Manual und drei Registern vermerkt. Nach mehreren Erweiterungen wurde es 1750 durch einen Oktavbass ergänzt und zählte nun sieben Register. Die 1817 von Christian Friedrich Poppe (Stadtroda) gebaute Orgel ist nicht mehr vorhanden. Seit 1986 wird das Orgelpositiv op. 2187 der Firma W. Sauer Orgelbau Frankfurt (Oder) mit drei Registern und einem Manual genutzt.